# 강승호
강승호(姜勝淏, 1994년 2월 9일 ~ )는 KBO 리그 두산 베어스의 내야수이다.

## LG 트윈스시절
북일고등학교를 졸업하고 2013년에 1라운드로 지명받아 입단했다.

## 경찰 야구단시절
2013년 시즌 후 입단하였다. 2015년 9월 25일에 제대하였다.

## LG 트윈스복귀

### 2016년 시즌
4월 1일 한화 이글스와의 경기에 출전하며 데뷔 첫 경기를 치렀고, 경기에서 2타수 무안타, 1볼넷을 기록했다. 시즌 초반 오지환의 부상 및 부진으로 인해 선발 출장했으나 경험 부족으로 타격과 수비에서 미흡한 모습을 보였다.

### 2017년 시즌
시즌 초반 오지환의 활약으로 1군에 올라오지 못하다가 2군에서 타격과 수비에서 향상된 모습을 보여 5월 6일에 시즌 처음으로 1군 엔트리에 등록됐다.
주전 유격수인 오지환의 체력 안배를 위해 1군 엔트리 등록과 동시에 유격수로 출장해 2타점 적시타와 함께 안정적인 수비를 선보였다.

### 2018년 시즌
시즌 전 주전 2루수로 낙점받았지만 갈수록 떨어지는 타격과 수비 불안정으로 인해 5월에 2군으로 내려갔다.

## SK 와이번스시절
2018년 7월 31일 당시 SK 와이번스 소속이었던 문광은과 1:1 트레이드로 이적했다.

## 두산 베어스시절
2020년 12월 18일에 FA를 통해 SK 와이번스로 이적한 최주환의 보상 선수로 지명돼 이적하였다.

## 논란
- 2019년 4월 22일 새벽 2시 30분경 광명 나들목 근처에서 도로의 분리대를 들이받는 사고를 냈고, 음주 운전을 한 것으로 확인됐다. 그는 음주 운전 사실을 당시 소속 팀이었던 SK 와이번스에 알리지 않고 은폐해 오다가 이 사실이 드러나 임의 탈퇴 공시됐고, 2020년 8월에 임의 탈퇴가 해제됐다.[4]

## 출신 학교
- 순천북초등학교
- 천안북중학교
- 북일고등학교

## 통산 기록
| 연도 | 팀명  | 타율  | 경기 | 타수 | 득점 | 안타 | 2루타 | 3루타 | 홈런 | 루타 | 타점 | 도루 | 도실 | 볼넷 | 사구 | 삼진 | 병살 | 실책 |
| ---- | ----- | ----- | ---- | ---- | ---- | ---- | ----- | ----- | ---- | ---- | ---- | ---- | ---- | ---- | ---- | ---- | ---- | ---- |
| 2016 | LG    | 0.184 | 18   | 38   | 4    | 7    | 3     | 0     | 0    | 10   | 3    | 0    | 0    | 2    | 0    | 12   | 0    | 5    |
| 2017 | LG    | 0.250 | 85   | 248  | 42   | 62   | 14    | 2     | 5    | 95   | 31   | 2    | 2    | 7    | 3    | 67   | 5    | 12   |
| 2018 | SK    | 0.255 | 69   | 184  | 14   | 47   | 10    | 0     | 3    | 66   | 31   | 1    | 1    | 18   | 3    | 57   | 2    | 11   |
| 2019 | SK    | 0.154 | 15   | 39   | 5    | 6    | 0     | 0     | 2    | 12   | 5    | 0    | 0    | 2    | 0    | 18   | 1    | 1    |
| 2021 | 두산  | 0.239 | 113  | 301  | 47   | 72   | 16    | 2     | 7    | 113  | 37   | 8    | 2    | 22   | 6    | 78   | 8    | 8    |
| 2022 | 두산  | 0.264 | 134  | 444  | 54   | 117  | 28    | 1     | 10   | 177  | 62   | 13   | 5    | 29   | 3    | 100  | 8    | 14   |
| 2023 | 두산  | 0.265 | 127  | 419  | 51   | 111  | 18    | 6     | 7    | 162  | 59   | 13   | 6    | 27   | 6    | 110  | 12   | 16   |
| 2024 | 두산  | 0.280 | 140  | 521  | 81   | 146  | 34    | 7     | 18   | 248  | 81   | 16   | 5    | 32   | 7    | 158  | 8    | 13   |
| 통산 | 8시즌 | 0.259 | 701  | 2194 | 298  | 568  | 123   | 18    | 52   | 883  | 228  | 53   | 21   | 139  | 44   | 600  | 44   | 80   |